# 广州市十九路军淞沪抗日阵亡将士陵园
广州市十九路军淞沪抗日阵亡将士陵园位于中国广东省广州市天河区沙河街道永福正街社区水荫路113号，是由华侨捐资建立纪念中华民国国民革命军第十九路军在1932年淞沪抗战中阵亡将士的陵园。

## 历史
1928年第十九路军前身十一军曾在此建公墓。1932年1月28日23时30分（UTC+8时）日本海军陆战队出兵进犯上海闸北，遭到驻防淞沪地区的十九路军的顽强抵抗，随后第五军也加入战斗，至5月5日签订《淞沪停战协定》，淞沪抗战结束。由于十九路军基本上是一支由广东人组成的军队，1933年由华侨捐资建成的烈士陵园，改为十九路军淞沪抗日阵亡将士坟园，抗日战争期间遭到严重破坏，20世纪50年代在陵墓周围种植林木，文化大革命期间再次遭到破坏。1981年成立十九路军淞沪抗日阵亡将士陵园管理处，并辟为陵园。1983年被公布为为广州市文物保护单位，1989年8月31日被国务院列为第二批全国重点烈士纪念建筑物保护单位。1990年被公布为全国近代优秀建筑单位，同年更名为广州市十九路军淞沪抗日阵亡将士陵园。1994年定为广州市爱国主义教育基地，1995年1月被民政部公布为全国第一批爱国主义教育基地，2000年定为广东省爱国主义教育基地。2002年7月晋升为广东省文物保护单位，同年被评为国家3A旅游景区。

## 建筑
场内纪念建筑于1933年后陆续建成，面积6.212万平方米。主要建筑有凯旋门、纪念碑、战士墓、将士墓、将军墓、英名碑、浮雕墙、广东航空纪念碑、抗日亭、先烈纪念馆等建筑。

### 凯旋门

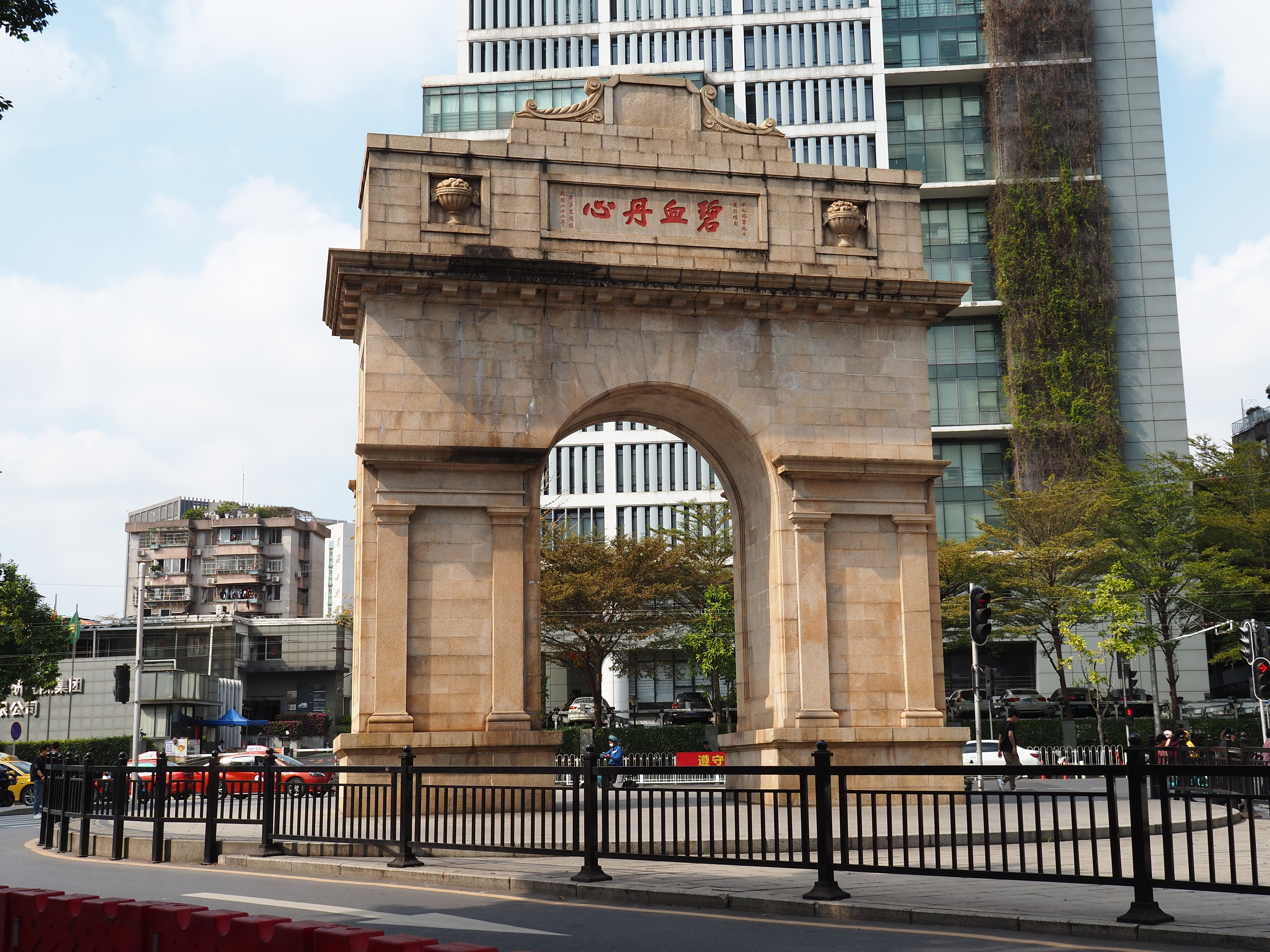
凯旋门

位于先烈东路和水荫路的交会处，是一座高13.4米，宽11米，占地面积40.7平方米的花岗岩砌成的仿罗马纪功式建筑，建于1932年。门额正面刻有林森所题的“十九路军抗日阵亡将士坟园”，背面刻有宋子文题写“碧血丹心”。

### 纪念碑
位于陵园中轴线的最北段，高19.2米，占地2,298平方米，全部采用花岗岩砌成的仿古罗马建筑风格的圆柱体纪念碑该碑，建于1932年，是陵园中的主体和代表性建筑。底座刻有李济深的题字“十九路军淞沪抗日先烈纪念降”，而下端刻有：“中华民国二十一年三月十日京沪卫戍长官陈铭枢、十九路军总指挥蒋光鼐、十九路军军长蔡廷锴、淞沪警备司令戴戟会同立石”。

### 战士墓
位于陵园的西边，全称为“十九路军淞沪抗日战士坟墓”，占地1187平方米，建于1932年。坟墓由190座墓依次排列建造，墓碑由李济深题词。

### 将士墓
位于陵园的西边，全称为“淞沪抗日暨历役革命阵亡烈士公墓”，占地1,875平方米，建于1932年。主墓碑的正背面均蔡廷锴题写的“淞沪抗日暨历役革命阵亡将士公墓”和“十九路军抗日死难将士之碑”。

### 将军墓

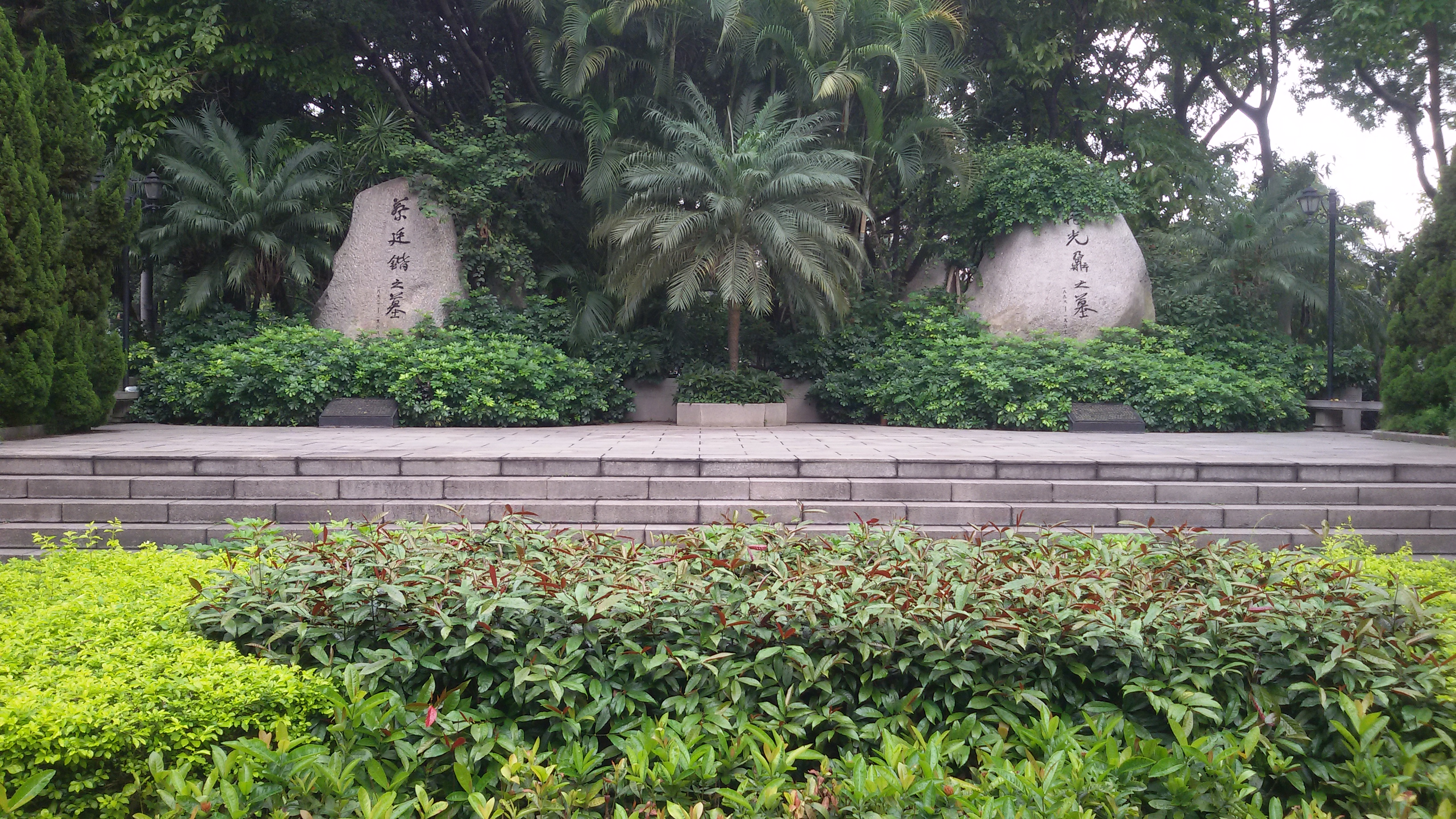
蔡廷锴、蒋光鼐墓

位于将士墓的背面，占地400平方米。葬有1997年从北京八宝山革命公墓迁葬至陵园的蒋光鼐和蔡廷锴的骨灰。墓碑由花岗石凿成，分别刻有为“蒋光鼐之墓和“蔡廷锴之墓”。

### 英名碑
陵园中轴线中部有建于1932年的“抗日阵亡烈士题名碑”，高7.7米，占地91平方米。四周刻有十九路军六十师、六十一师、七十八师、第一师补充团在淞沪抗战中阵亡的1983位将士的名字。

### 浮雕墙
位于陵园的西边、战士墓的北侧，由浮雕墙和浮雕墙广场组成。长46米，高4.6米，占地1,250平方米由花岗石制成，于1998年元旦竣工。

### 广东航空纪念碑

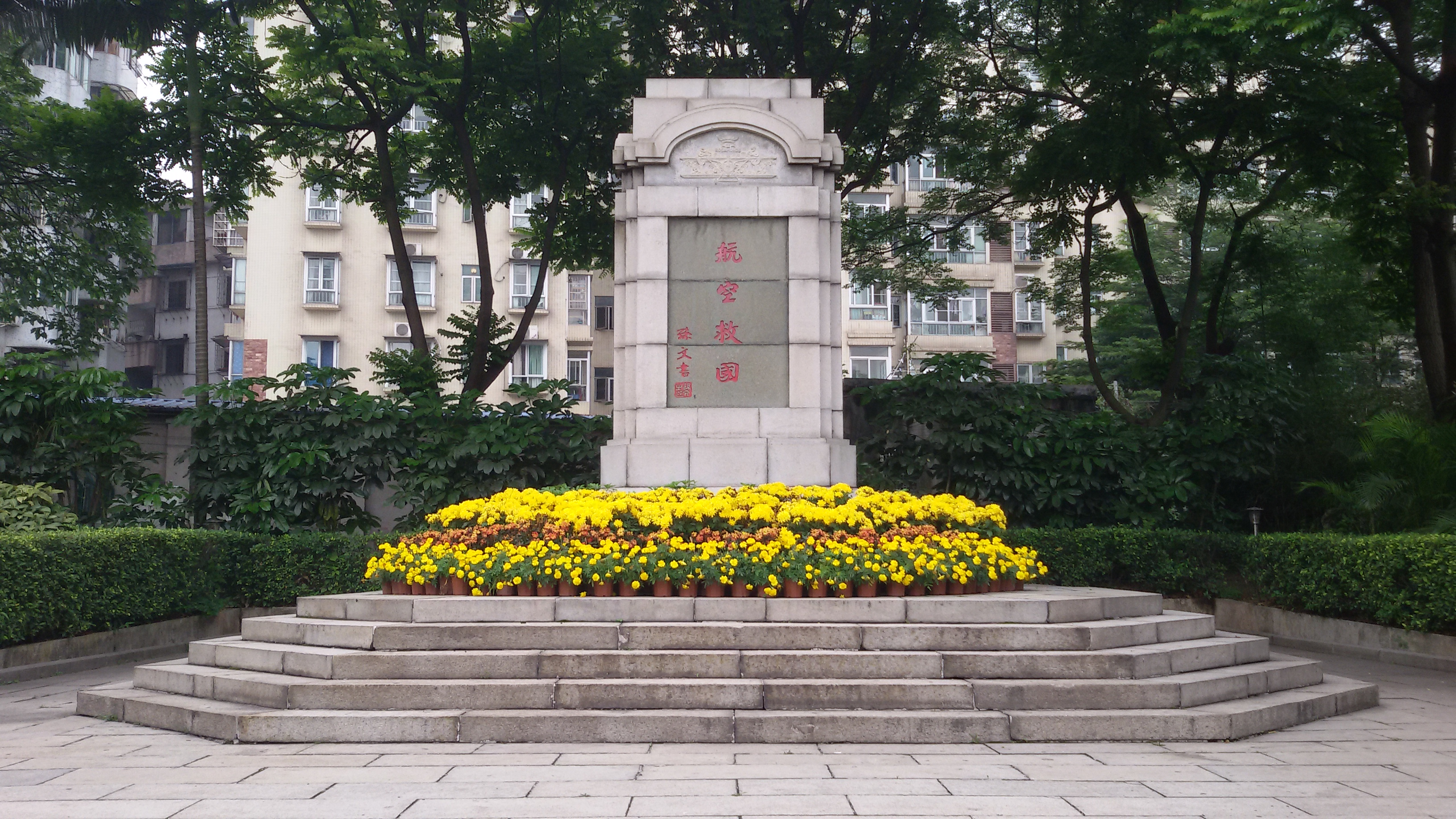
广东航空纪念碑

是为纪念中国航空事业人士和在东征、北伐、抗日战争中阵亡的空军将士而建造。1987年广州市人民政府将这座碑移建在陵园内，次年3月纪念碑落成。碑石下面刻有孙中山题写的“航空救国”4个字，碑志上面刻有冯如等266名殉职的航空员的名字。

### 抗日亭

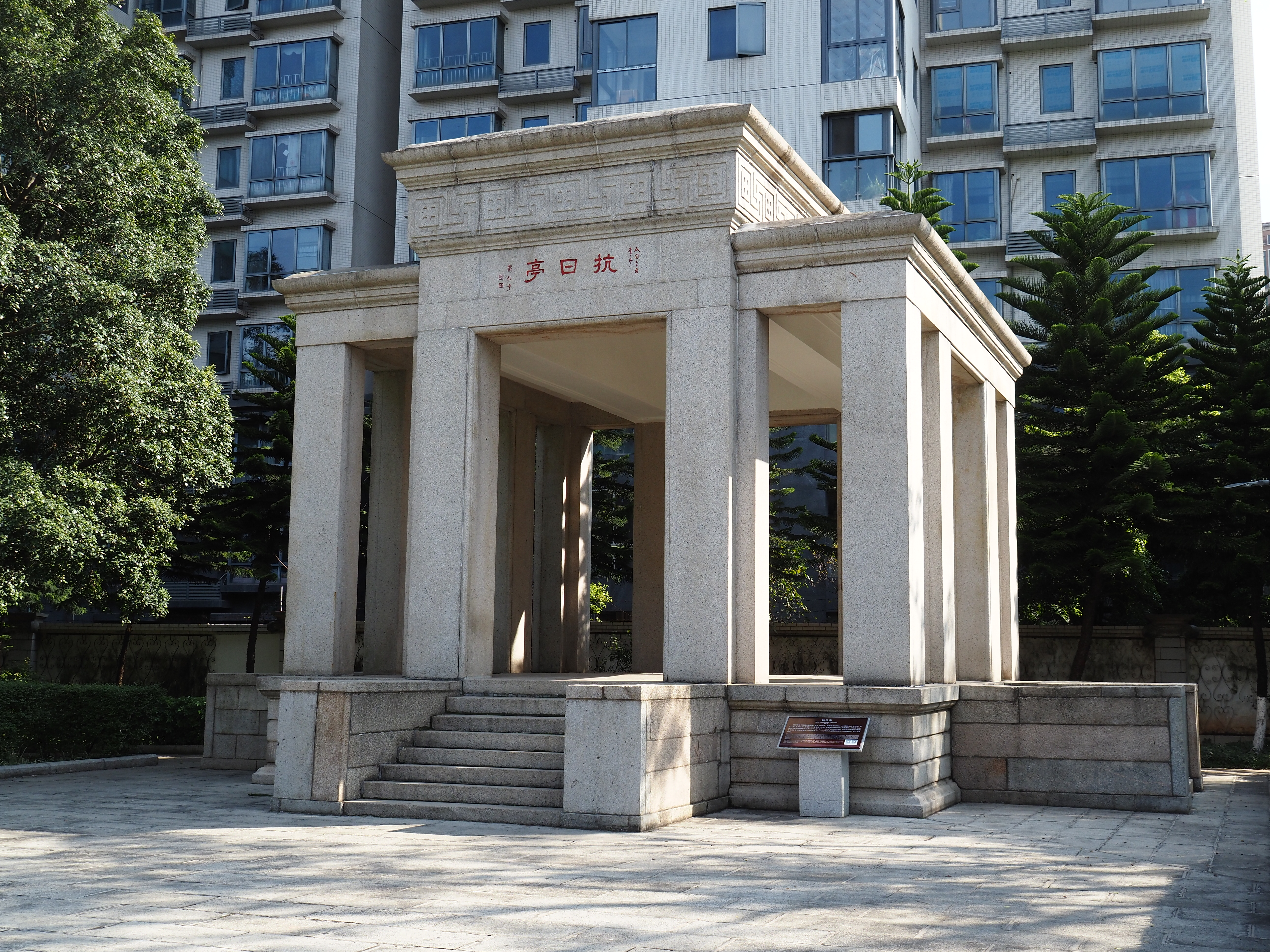
抗日亭

位于陵园中轴线的最南端，是一座面积为120平方米的花岗岩方亭，建于1932年。“抗日亭”三字是戴戟题写。

### 先烈纪念馆

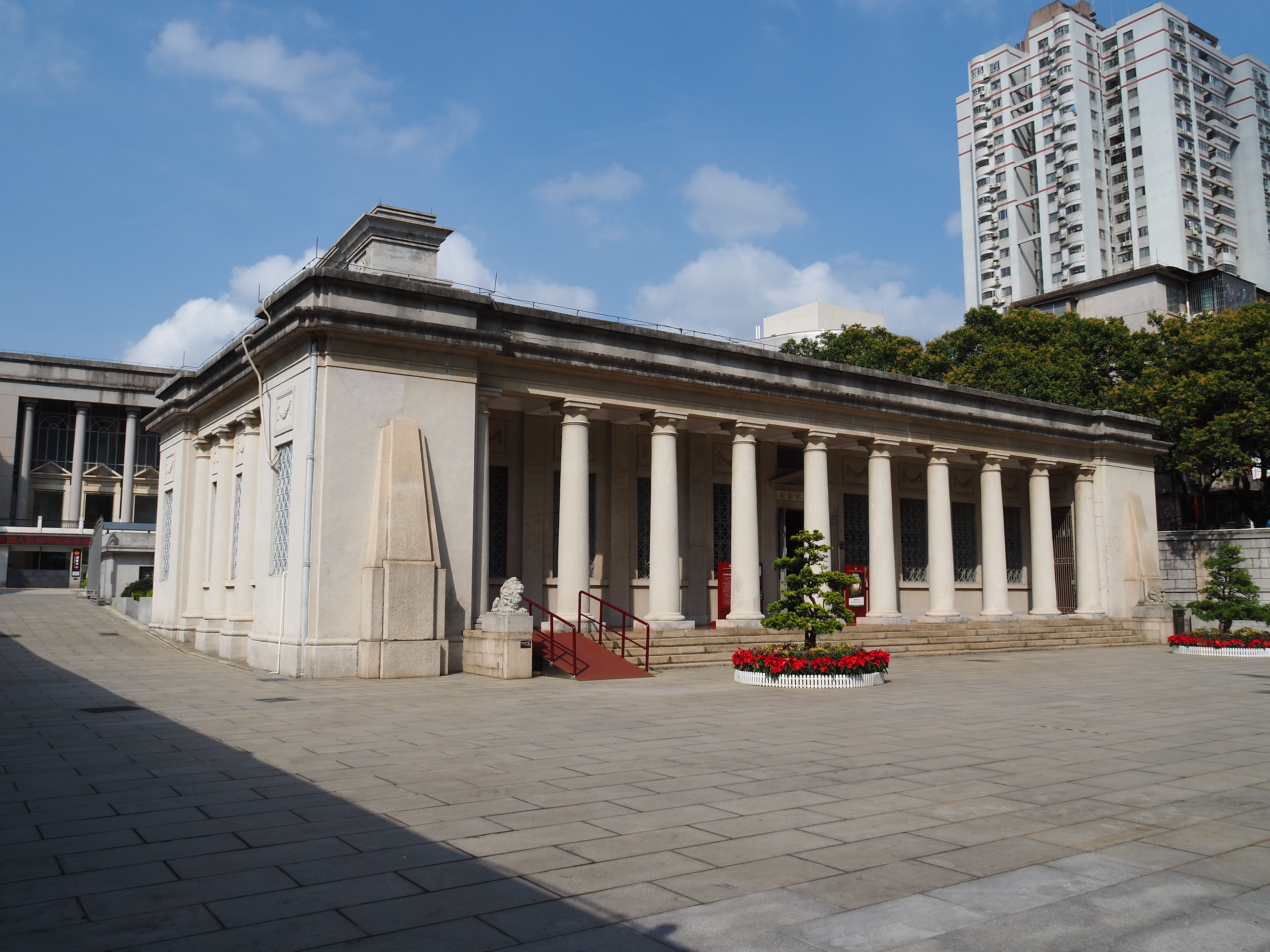
先烈纪念馆

位于陵园的东南侧，占地300平方米，建于1932年。

## 公共交通
- （北门）十九路军陵园站：6、27、78、192、199、547、夜14
- （东门）水荫路站：6、27、78、192、199、547、夜14

地鐵：█6号线 沙河顶站